# Mpelembe (Luanshya)
Mpelembe è un ward dello Zambia, parte della Provincia di Copperbelt e del Distretto di Luanshya.